# 엔스헤데

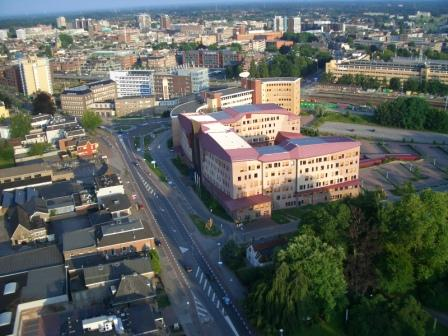
엔스헤데

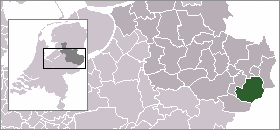
엔스헤데의 위치

엔스헤데(네덜란드어: Enschede IPA: [ˈɛn.sχə.ˌdeː])는 네덜란드 오버레이설주에 위치한 도시로 면적은 142.72km2, 높이는 42m, 인구는 157,631명(2017년 8월 기준), 인구 밀도는 1,118명/km2이다. 오버레이설 주 동부에 위치하며 독일 국경과 가까운 편이다. 현지 지역 언어인 저지 독일어(또는 저지 색슨어, 니더작센어)로는 에안스케(Eanske)라고도 한다. 주변 도시로는 헹엘로가 있다.

시기
시 문장

## 역사
1325년 위트레흐트 대주교로부터 도시권을 인정받았다. 중세 시대에는 도랑, 울타리를 이용한 방어 시설이 건립되었다. 목조 건물이 많았기 때문에 1517년, 1750년, 1862년 5월 7일에 일어난 대화재로 인해 큰 피해를 입기도 했다.
도시의 주요 산업인 면직물 산업은 도시가 성장하는 원동력이 되었다. 특히 19세기 초반에는 수출용 면마 혼방 직물을 생산하는 대규모 산업 시설이 들어섰다. 직물 산업의 발전과 함께 도시도 급속히 확장되었다.
독일 국경과 가까운 도시였기 때문에 제2차 세계 대전 시기에는 네덜란드의 도시 중에서 최초로 독일 군대에 점령되었다. 특히 전쟁 후반부에서는 연합국 군대가 이 곳을 독일 시가지로 오인하고 폭격을 가하기도 했다. 1970년대부터는 섬유 산업이 급속히 쇠퇴했지만 정부의 시가지 재개발 정책으로 인해 조금씩 부활하게 된다.

## 문화
엔스헤데 구 시가지는 자동차 출입이 통제된 보행자 전용 공간으로 지정되어 있다. 엔스헤데는 축구 클럽 FC 트벤터의 연고지이다. 엔스헤데 마라톤은 매년 엔스헤데에서 개최되는 마라톤 대회이다.

## 교통
엔스헤데는 헹엘로, 알멜로, 즈볼러, 데벤터르, 아펠도른, 힐베르쉼, 아메르스포르트, 암스테르담, 위트레흐트, 로테르담, 헤이그 등을 연결하는 철도 노선의 기점이자 종점이기도 하다.

## 기후
| 엔스헤데의 기후                                                           | 엔스헤데의 기후 | 엔스헤데의 기후 | 엔스헤데의 기후 | 엔스헤데의 기후 | 엔스헤데의 기후 | 엔스헤데의 기후 | 엔스헤데의 기후 | 엔스헤데의 기후 | 엔스헤데의 기후 | 엔스헤데의 기후 | 엔스헤데의 기후 | 엔스헤데의 기후 | 엔스헤데의 기후 |
| 월                                                                        | 1월             | 2월             | 3월             | 4월             | 5월             | 6월             | 7월             | 8월             | 9월             | 10월            | 11월            | 12월            | 연간            |
| ------------------------------------------------------------------------- | --------------- | --------------- | --------------- | --------------- | --------------- | --------------- | --------------- | --------------- | --------------- | --------------- | --------------- | --------------- | --------------- |
| 역대 최고 기온 °C (°F)                                                    | 14.5 (58.1)     | 19.5 (67.1)     | 24.5 (76.1)     | 29.3 (84.7)     | 31.8 (89.2)     | 35.4 (95.7)     | 40.2 (104.4)    | 36.2 (97.2)     | 32.1 (89.8)     | 27.9 (82.2)     | 19.8 (67.6)     | 16.3 (61.3)     | 40.2 (104.4)    |
| 일평균 최고 기온 °C (°F)                                                  | 5.3 (41.5)      | 6.3 (43.3)      | 10.1 (50.2)     | 14.9 (58.8)     | 18.6 (65.5)     | 21.4 (70.5)     | 23.6 (74.5)     | 23.2 (73.8)     | 19.3 (66.7)     | 14.4 (57.9)     | 9.2 (48.6)      | 5.8 (42.4)      | 14.3 (57.7)     |
| 일일 평균 기온 °C (°F)                                                    | 2.8 (37.0)      | 3.2 (37.8)      | 5.8 (42.4)      | 9.6 (49.3)      | 13.2 (55.8)     | 16.0 (60.8)     | 18.1 (64.6)     | 17.6 (63.7)     | 14.2 (57.6)     | 10.3 (50.5)     | 6.3 (43.3)      | 3.5 (38.3)      | 10.0 (50.0)     |
| 일평균 최저 기온 °C (°F)                                                  | -0.0 (32.0)     | −0.2 (31.6)     | 1.3 (34.3)      | 3.5 (38.3)      | 7.0 (44.6)      | 9.8 (49.6)      | 12.1 (53.8)     | 11.7 (53.1)     | 9.1 (48.4)      | 6.2 (43.2)      | 3.1 (37.6)      | 0.8 (33.4)      | 5.4 (41.7)      |
| 역대 최저 기온 °C (°F)                                                    | −21.8 (−7.2)    | −21.8 (−7.2)    | −16.8 (1.8)     | −8.8 (16.2)     | −3.9 (25.0)     | −0.6 (30.9)     | 3.0 (37.4)      | 1.3 (34.3)      | −3.5 (25.7)     | −8.5 (16.7)     | −11.4 (11.5)    | −16.3 (2.7)     | −21.8 (−7.2)    |
| 평균 강수량 mm (인치)                                                     | 70.8 (2.79)     | 55.4 (2.18)     | 58.1 (2.29)     | 43.7 (1.72)     | 57.2 (2.25)     | 64.8 (2.55)     | 77.6 (3.06)     | 79.4 (3.13)     | 67.3 (2.65)     | 67.5 (2.66)     | 66.1 (2.60)     | 76.4 (3.01)     | 784.3 (30.88)   |
| 평균 상대 습도 (%)                                                        | 87.1            | 83.9            | 78.9            | 72.6            | 73.2            | 75.2            | 76.0            | 77.9            | 83.0            | 86.1            | 89.1            | 89.1            | 81.0            |
| 평균 월간 일조시간                                                        | 59.4            | 87.7            | 135.7           | 187.8           | 211.2           | 202.1           | 214.0           | 195.5           | 154.1           | 119.4           | 64.9            | 53.2            | 1,685           |
| 가능 일조율                                                               | 23.0            | 31.2            | 36.7            | 45.0            | 43.4            | 40.4            | 42.5            | 42.9            | 40.4            | 36.1            | 24.4            | 22.0            | 35.7            |
| 출처: 네덜란드 왕립 기상연구소 (평년값: 1991년~2020년, 극값: 1951년~현재) |                 |                 |                 |                 |                 |                 |                 |                 |                 |                 |                 |                 |                 |